# Ciclismo nos Jogos Paralímpicos de Verão de 2024
As competições de ciclismo nos Jogos Paralímpicos de Verão de 2024 foram disputadas entre os dias 29 de agosto a 7 de setembro de 2024 no Velódromo de Saint-Quentin-en-Yvelines, em Montigny-le-Bretonneux, para os eventos de pista e no Clichy-sous-Bois para os eventos de estrada, na França. São 33 eventos no ciclismo de estrada e 17 eventos no ciclismo de pista.

## Inclusão do esporte
A primeira modalidade a ser introduzida entre os esportes paralímpicos foi o ciclismo de estrada para atletas com paralisia cerebral, nos Jogos Paralímpicos de 1984, em Nova Iorque. Quatro anos depois, nos Jogos de Seul, foram incluídas provas de estrada para amputados. Nos Jogos de Barcelona, em 1992, foram incluídas provas para atletas deficientes visuais, com o uso de bicicletas duplas (tandem).
O ciclismo de pista fez sua estreia nos Jogos Paraolímpicos de Atlanta, em 1996, com provas para mulheres e homens.

## Classificação dos paratletas
Os ciclistas competem em classes funcionais de acordo com o tipo e o grau de limitação. O sistema de classificação permite que as provas sejam disputadas por ciclistas com nível semelhante de limitação.
Cada classe do esporte recebe uma codificação, com a indicação da limitação e o nível de limitação. O número indica a gravidade do comprometimento, em que "1" indica o maior nível de limitação. As letras indicam a categoria da limitação, deficiente visual (B), com bicicletas duplas (tandem), handbike ou handcycle (H), triciclos impulsionados com o membro superior, triciclo (T) e bicicleta comum (C).
A classificação é realizada por uma equipe técnica que avalia diversas condições, mas, resumidamente, podem ser caracterizadas da seguinte forma:
| Classe | Equipamento              | Descrição |
| ------ | ------------------------ | --- |
| B      | Bicicleta dupla (tanden) | Reúne todas as classes de deficiência visual e utiliza bicicletas duplas, com um guia sentado à frente. |
| H      | Handcycle ou handbike    | Reúne atletas com membros amputados amputados, com tetraplegia ou paraplegia. - H1: tetraplegia, perda completa das funções do tronco e das pernas e limitação na função do braço - H2: tetraplegia, com movimentos limitados dos membros superiores e algum controle das mãos - H3: paraplegia, baixo controle do tronco - H4: paraplegia, perda da função das pernas, mas controle do tronco e dos braços - H5: dificuldade no uso das pernas para impulsionar bicicleta ou triciclo, devido a amputação, paraplegia ou disfunções neurológicas. Utiliza triciclos impulsionados com o membro superior, em que o ciclista fica em posição reclinada, praticamente deitado, exceto na H5, na qual o ciclista fica apoiado em seus joelhos. |
| T      | Triciclo                 | Reúne ciclistas com disfunções neurológicas que diminuam o equilíbrio ou a coordenação motora ou uma deficiência que dificulte competir com bicicleta. - T1: limitação nas pernas e um dos braços, coordenação motora limitada ou perda de força muscular - T2 : hemiplegia ou limitação nas pernas, com maior controle de equilíbrio e força |
| C      | Bicicleta                | Reúne atletas com problemas de coordenação motora, limitação muscular ou amputações, que não impedem a utilização de bicicletas convencionais. C1 apresenta severa limitação aos movimentos, enquanto C5 é a classe com menores limitações para o esporte. |

### Eventos combinados
Dezesseis eventos do ciclismo, em ambas as modalidades, são combinados. Em algumas dessas provas, ciclistas de diferentes classificações competem uns contra os outros, mas o resultado deve levar em conta o grau de deficiência de cada concorrente, cada ciclista têm seus tempos ajustados com base em fatores correspondentes a sua classificação, que são os tempos considerados para efeito da competição.
Nos eventos da classe H2, os atletas classificados na H1 estão habilitados para participar, porém sem ajustes de fatores.

## Eventos
| Classificação → Competição ↓                                                | B         | C1        | C2        | C3        | C4        | C5        | T1        | T2        | H2        | H3        | H4        | H5        |
| Ciclismo de estrada                                                         | Masculino | Masculino | Masculino | Masculino | Masculino | Masculino | Masculino | Masculino | Masculino | Masculino | Masculino | Masculino |
| --------------------------------------------------------------------------- | --------- | --------- | --------- | --------- | --------- | --------- | --------- | --------- | --------- | --------- | --------- | --------- |
| Corrida de estrada                                                          | ●         | ●         | ●         | ●         | ●         | ●         | ●         | ●         | ●         | ●         | ●         | ●         |
| Contra o relógio                                                            | ●         | ●         | ●         | ●         | ●         | ●         | ●●        | ●●        | ●         | ●         | ●         | ●         |
|                                                                             | Feminino  |           |           |           |           |           |           |           |           |           |           |           |
| Corrida de estrada                                                          | ●         | ●         | ●         | ●         | ●         | ●         | ●         | ●         | ●         | ●         | ●         | ●         |
| Contra o relógio                                                            | ●         | ●●        | ●●        | ●●        | ●         | ●         | ●●        | ●●        | ●●        | ●●        | ●●        | ●●        |
|                                                                             | Misto     |           |           |           |           |           |           |           |           |           |           |           |
| Revezamento                                                                 |           |           |           |           |           |           |           |           | ●●        | ●●        | ●●        | ●●        |
| Ciclismo de pista                                                           | Masculino | Masculino | Masculino | Masculino | Masculino | Masculino | Masculino | Masculino | Masculino | Masculino | Masculino | Masculino |
| 1000m contra o relógio                                                      | ●         | ●●        | ●●        | ●●        | ●●        | ●●        |           |           |           |           |           |           |
| Perseguição                                                                 | ●         | ●         | ●         | ●         | ●         | ●         |           |           |           |           |           |           |
|                                                                             | Feminino  |           |           |           |           |           |           |           |           |           |           |           |
| 500m contra o relógio                                                       |           | ●●        | ●●        | ●●        | ●●        | ●●        |           |           |           |           |           |           |
| 1000m contra o relógio                                                      | ●         |           |           |           |           |           |           |           |           |           |           |           |
| Perseguição                                                                 | ●         | ●         | ●         | ●         | ●         | ●         |           |           |           |           |           |           |
|                                                                             | Misto     |           |           |           |           |           |           |           |           |           |           |           |
| Velocidade por equipe                                                       |           | ●         | ●         | ●         | ●         | ●         |           |           |           |           |           |           |
| ●● eventos combinados com fatores correspondentes à classificação do atleta |           |           |           |           |           |           |           |           |           |           |           |           |

## Formato das disputas

### Ciclismo de pista
- Contra o relógio

As disputas contra o relógio são individuais, com cada piloto em busca do tempo mais rápido em uma distância predeterminada, 500m para as classes C femininas e 1000m para as demais. Como há classes diferentes competindo em algumas provas, o tempo final considerado é calculado com base no fator correspondente a cada classe em disputa.
- Perseguição

Dois atletas partem ao mesmo tempo de lados opostos da pista. A distribuição dos confrontos é feita com base na fase de qualificação, porém, em provas com classes diferentes tem prioridade o emparelhamento de atletas com deficiências semelhantes, a fim de não penalizar ou favorecer atletas, já que nesse tipo de disputa não é utilizado o cálculo por fatores para o tempo. Os dois ciclistas com melhores tempos disputam a medalha de ouro, enquanto os que obtiverem o terceiro e quarto tempos disputam o bronze.
- Corrida de velocidade por equipe

Na fase de qualificação, as equipes, compostas por três ciclistas que devem liderar uma das três voltas cada um, entram sozinhas e buscam seu melhor tempo, que vai determinar a classificação para as disputas finais. As duas equipes mais rápidas disputam a medalha de ouro, enquanto as que obtiverem o terceiro e quarto tempos disputam o bronze.

### Ciclismo de estrada
As corridas de estrada são eventos de corrida em um circuito em que todos partem ao mesmo tempo e o primeiro atleta a cruzar a linha de chegada, após determinado número de voltas, é o vencedor. Cada classe tem um percurso correspondente, com diferentes extensões.
As disputas contra o relógio dos Jogos Paralímpicos são individuais e cada piloto parte a intervalos fixos, em que é medido o tempo do início até a chegada e o piloto mais rápido é declarado vencedor. Cada classe tem um percurso correspondente, com diferentes extensões.
Nos eventos combinados, paratletas de diferentes classes competem em uma mesma prova. Nas corridas de estrada não é feito ajuste por classe, apenas na disputa contra o relógio.

## Medalhistas

### Ciclismo de estrada
Masculino
| Evento                | Ouro                                         | Prata                                             | Bronze                                            |
| --------------------- | -------------------------------------------- | ------------------------------------------------- | ------------------------------------------------- |
| Contra o relógio B    | Tristan Bangma Patrick Bos NED Países Baixos | Élie de Carvalho Mickaël Guichard FRA França      | Vincent ter Schure Timo Fransen NED Países Baixos |
| Contra o relógio H1   | Fabrizio Cornegliani ITA Itália              | Maxime Hordies BEL Bélgica                        | Nicolas Pieter du Preez RSA África do Sul         |
| Contra o relógio H2   | Sergio Garrote Muñoz ESP Espanha             | Luca Mazzone ITA Itália                           | Florian Jouanny FRA França                        |
| Contra o relógio H3   | Mathieu Bosredon FRA França                  | Johan Quaile FRA França                           | Martino Pini ITA Itália                           |
| Contra o relógio H4   | Jetze Plat NED Países Baixos                 | Thomas Frühwirth AUT Áustria                      | Jonas Van De Steene BEL Bélgica                   |
| Contra o relógio H5   | Mitch Valize NED Países Baixos               | Loïc Vergnaud FRA França                          | Luis Costa POR Portugal                           |
| Contra o relógio C1   | Ricardo Ten Argilés ESP Espanha              | Michael Teuber GER Alemanha                       | Zbigniew Maciejewski POL Polônia                  |
| Contra o relógio C2   | Alexandre Léauté FRA França                  | Ewoud Vromant BEL Bélgica                         | Darren Hicks AUS Austrália                        |
| Contra o relógio C3   | Thomas Peyroton-Dartet FRA França            | Eduardo Santas Asensio ESP Espanha                | Matthias Schindler GER Alemanha                   |
| Contra o relógio C4   | Kévin Le Cunff FRA França                    | Gatien Le Rousseau FRA França                     | Damián Ramos Sánchez ESP Espanha                  |
| Contra o relógio C5   | Daniel Abraham Gebru NED Países Baixos       | Alistair Donohoe AUS Austrália                    | Dorian Foulon FRA França                          |
| Contra o relógio T1–2 | Chen Jianxin CHN China                       | Nathan Clement CAN Canadá                         | Tim Celen BEL Bélgica                             |
| Corrida de rua B      | Tristan Bangma Patrick Bos NED Países Baixos | Vincent ter Schure Timo Fransen NED Países Baixos | Alexandre Lloveras Yoann Paillot FRA França       |
| Corrida de rua H1–2   | Florian Jouanny FRA França                   | Sergio Garrote Muñoz ESP Espanha                  | Luca Mazzone ITA Itália                           |
| Corrida de rua H3     | Mathieu Bosredon FRA França                  | Johan Quaile FRA França                           | Mirko Testa ITA Itália                            |
| Corrida de rua H4     | Jetze Plat NED Países Baixos                 | Thomas Frühwirth AUT Áustria                      | Rafał Wilk POL Polônia                            |
| Corrida de rua H5     | Mitch Valize NED Países Baixos               | Loïc Vergnaud FRA França                          | Pavlo Bal UKR Ucrânia                             |
| Corrida de rua C1–3   | Finlay Graham GBR Grã-Bretanha               | Thomas Peyroton-Dartet FRA França                 | Alexandre Leaute FRA França                       |
| Corrida de rua C4–5   | Yehor Dementyev UKR Ucrânia                  | Kévin Le Cunff FRA França                         | Martin van de Pol NED Países Baixos               |
| Corrida de rua T1–2   | Chen Jianxin CHN China                       | Dennis Connors USA Estados Unidos                 | Juan José Betancourt Quiroga COL Colômbia         |

Feminino
| Evento                | Ouro                                         | Prata                                        | Bronze                                    |
| --------------------- | -------------------------------------------- | -------------------------------------------- | ----------------------------------------- |
| Contra o relógio B    | Katie-George Dunlevy Linda Kelly IRL Irlanda | Sophie Unwin Jenny Holl GBR Grã-Bretanha     | Lora Fachie Corrine Hall GBR Grã-Bretanha |
| Contra o relógio H1–3 | Katerina Brim USA Estados Unidos             | Lauren Parker AUS Austrália                  | Annika Zeyen-Giles GER Alemanha           |
| Contra o relógio H4–5 | Oksana Masters USA Estados Unidos            | Chantal Haenen NED Países Baixos             | Sun Bianbian CHN China                    |
| Contra o relógio C1–3 | Maike Hausberger GER Alemanha                | Frances Brown GBR Grã-Bretanha               | Anna Beck SWE Suécia                      |
| Contra o relógio C4   | Samantha Bosco USA Estados Unidos            | Meg Lemon AUS Austrália                      | Franziska Matile-Dörig SUI Suíça          |
| Contra o relógio C5   | Sarah Storey GBR Grã-Bretanha                | Heïdi Gaugain FRA França                     | Alana Forster AUS Austrália               |
| Contra o relógio T1–2 | Marieke van Soest NED Países Baixos          | Celine van Till SUI Suíça                    | Emma Lund DEN Dinamarca                   |
| Corrida de rua B      | Sophie Unwin Jenny Holl GBR Grã-Bretanha     | Katie-George Dunlevy Linda Kelly IRL Irlanda | Lora Fachie Corrine Hall GBR Grã-Bretanha |
| Corrida de rua H1–4   | Lauren Parker AUS Austrália                  | Jennette Jansen NED Países Baixos            | Annika Zeyen-Giles GER Alemanha           |
| Corrida de rua H5     | Oksana Masters USA Estados Unidos            | Sun Bianbian CHN China                       | Ana Maria Vitelaru ITA Itália             |
| Corrida de rua C1–3   | Keiko Sugiura JPN Japão                      | Flurina Rigling SUI Suíça                    | Clara Brown USA Estados Unidos            |
| Corrida de rua C4–5   | Sarah Storey GBR Grã-Bretanha                | Heidi Gaugain FRA França                     | Paula Ossa COL Colômbia                   |
| Corrida de rua T1–2   | Emma Lund DEN Dinamarca                      | Celine van Till SUI Suíça                    | Marieke van Soest NED Países Baixos       |

Misto
| Evento              | Ouro                                                       | Prata                                                 | Bronze                                                        |
| ------------------- | ---------------------------------------------------------- | ----------------------------------------------------- | ------------------------------------------------------------- |
| Corrida de rua H1–5 | Mathieu Bosredon Florian Jouanny Joseph Fritsch FRA França | Federico Mestroni Luca Mazzone Mirko Testa ITA Itália | Travis Gaertner Katerina Brim Matt Tingley USA Estados Unidos |

### Ciclismo de pista
Masculino
| Evento                  | Ouro                                         | Prata                                       | Bronze                                         |
| ----------------------- | -------------------------------------------- | ------------------------------------------- | ---------------------------------------------- |
| Contra o relógio B      | GBR Grã-Bretanha James Ball Steffan Lloyd    | GBR Grã-Bretanha Neil Fachie Matt Rotherham | GER Alemanha Thomas Ulbricht Robert Förstemann |
| Contra o relógio C1–2–3 | CHN China Li Zhangyu                         | CHN China Liang Weicong                     | FRA França Alexandre Léauté                    |
| Contra o relógio C4–5   | AUS Austrália Korey Boddington               | GBR Grã-Bretanha Blaine Hunt                | ESP Espanha Alfonso Cabello                    |
| Perseguição B           | NED Países Baixos Tristan Bangma Patrick Bos | GBR Grã-Bretanha Stephen Bate Chris Latham  | ITA Itália Lorenzo Bernard Davide Plebani      |
| Perseguição C1          | CHN China Li Zhangyu                         | CHN China Liang Weicong                     | ESP Espanha Ricardo Ten Argilés                |
| Perseguição C2          | FRA França Alexandre Léauté                  | BEL Bélgica Ewoud Vromant                   | GBR Grã-Bretanha Matthew Robertson             |
| Perseguição C3          | GBR Grã-Bretanha Jaco van Gass               | GBR Grã-Bretanha Finlay Graham              | CAN Canadá Alexandre Hayward                   |
| Perseguição C4          | SVK Eslováquia Jozef Metelka                 | GBR Grã-Bretanha Archie Atkinson            | FRA França Gatien Le Rousseau                  |
| Perseguição C5          | FRA França Dorian Foulon                     | UKR Ucrânia Yehor Dementyev                 | USA Estados Unidos Elouan Gardon               |

Feminino
| Evento                  | Ouro                                             | Prata                                          | Bronze                                    |
| ----------------------- | ------------------------------------------------ | ---------------------------------------------- | ----------------------------------------- |
| Contra o relógio B      | GBR Grã-Bretanha Elizabeth Jordan Dannielle Khan | AUS Austrália Jessica Gallagher Caitlin Ward   | GBR Grã-Bretanha Sophie Unwin Jenny Holl  |
| Contra o relógio C1–2–3 | AUS Austrália Amanda Reid                        | CHN China Qian Wangwei                         | GER Alemanha Maike Hausberger             |
| Contra o relógio C4–5   | NED Países Baixos Caroline Groot                 | FRA França Marie Patouillet                    | CAN Canadá Kate O'Brien                   |
| Perseguição B           | GBR Grã-Bretanha Sophie Unwin Jenny Holl         | IRL Irlanda Katie-George Dunlevy Eve McCrystal | GBR Grã-Bretanha Lora Fachie Corrine Hall |
| Perseguição C1–2–3      | CHN China Wang Xiaomei                           | GBR Grã-Bretanha Daphne Schrager               | SUI Suíça Flurina Rigling                 |
| Perseguição C4          | AUS Austrália Emily Petricola                    | AUS Austrália Anna Taylor                      | CAN Canadá Keely Shaw                     |
| Perseguição C5          | FRA França Marie Patouillet                      | FRA França Heïdi Gaugain                       | NZL Nova Zelândia Nicole Murray           |

Misto
| Evento      | Ouro                                                  | Prata                                                                    | Bronze                                                       |
| ----------- | ----------------------------------------------------- | ------------------------------------------------------------------------ | ------------------------------------------------------------ |
| Sprint C1–5 | GBR Grã-Bretanha Kadeena Cox Jaco van Gass Jody Cundy | ESP Espanha Ricardo Ten Argilés Pablo Jaramillo Gallardo Alfonso Cabello | AUS Austrália Gordon Allan Alistair Donohoe Korey Boddington |

### Quadro de medalhas
País sede destacado
| Ordem | País               | Medalha de ouro | Medalha de prata | Medalha de bronze |     |
| ----- | ------------------ | --------------- | ---------------- | ----------------- | --- |
| 1     | FRA França         | 10              | 12               | 6                 | 28  |
| 2     | NED Países Baixos  | 10              | 3                | 2                 | 15  |
| 3     | GBR Grã-Bretanha   | 9               | 8                | 5                 | 22  |
| 4     | CHN China          | 5               | 4                | 1                 | 10  |
| 5     | AUS Austrália      | 4               | 4                | 3                 | 11  |
| 6     | USA Estados Unidos | 4               | 1                | 3                 | 8   |
| 7     | ESP Espanha        | 2               | 3                | 3                 | 8   |
| 8     | ITA Itália         | 1               | 2                | 5                 | 8   |
| 9     | IRL Irlanda        | 1               | 2                |                   | 3   |
| 10    | GER Alemanha       | 1               | 1                | 5                 | 7   |
| 11    | UKR Ucrânia        | 1               | 1                | 1                 | 3   |
| 12    | DEN Dinamarca      | 1               |                  | 1                 | 2   |
| 13    | JPN Japão          | 1               |                  |                   | 1   |
|       | SVK Eslováquia     | 1               |                  |                   | 1   |
| 15    | BEL Bélgica        |                 | 3                | 2                 | 5   |
|       | SUI Suíça          |                 | 3                | 2                 | 5   |
| 17    | AUT Áustria        |                 | 2                |                   | 2   |
| 18    | CAN Canadá         |                 | 1                | 3                 | 4   |
| 19    | NZL Nova Zelândia  |                 | 1                | 1                 | 2   |
| 20    | COL Colômbia       |                 |                  | 2                 | 2   |
|       | POL Polônia        |                 |                  | 2                 | 2   |
| 22    | RSA África do Sul  |                 |                  | 1                 | 1   |
|       | POR Portugal       |                 |                  | 1                 | 1   |
|       | SWE Suécia         |                 |                  | 1                 | 1   |
| TOTAL | TOTAL              | 51              | 51               | 51                | 153 |